# MTV Europe Music Awards 2005
12-та щорічна музична премія MTV Europe Music Awards відбулася у Атлантичному павільйоні, у Лісабоні, Португалія.
Шоу відкрила Мадонна, виконавши пісню «Hung Up». Виступили також такі виконавці, як The Pussycat Dolls, The Black Eyed Peas, Роббі Вільямс та Foo Fighters.
Церемонію також відвідали Анастейша, Джаред Лето, Джон Ледженд, Sugababes та Бріттані Мерфі.

## Номінації
Переможців виділено Жирним.

### Найкраща пісня
- Джеймс Блант — «You're Beautiful[en]»
- The Chemical Brothers — «Galvanize»
- Coldplay — «Speed of Sound[en]»
- Gorillaz (за участі De La Soul[en]) — «Feel Good Inc.[en]»
- Snoop Dogg (за участі Джастіна Тімберлейка та Чарлі Вілсона[en]) — «Signs[en]»

### Найкраще відео
- Бек — «E-Pro[en]»
- The Chemical Brothers — «Believe[en]»
- Gorillaz (за участі De La Soul[en]) — «Feel Good Inc.[en]»
- Rammstein — «Keine Lust»
- Гвен Стефані — «What You Waiting For?[en]»

### Найкращий альбом
- 50 Cent — The Massacre
- Coldplay — X&Y
- Green Day — American Idiot
- Гвен Стефані — Love. Angel. Music. Baby.[en]
- U2 — How to Dismantle an Atomic Bomb

### Найкраща співачка
- Мерая Кері
- Міссі Еліот
- Аліша Кіз
- Шакіра
- Гвен Стефані

### Найкращий співак
- 50 Cent
- Eminem
- Moby
- Snoop Dogg
- Роббі Вільямс

### Найкращий гурт
- The Black Eyed Peas
- Coldplay
- Gorillaz
- Green Day
- U2

### Найкращий новий виконавець
- Akon
- Джеймс Блант
- Kaiser Chiefs
- Деніель Павтер
- Ріанна

### Найкращий поп-виконавець
- The Black Eyed Peas
- Gorillaz
- Шакіра
- Гвен Стефані
- Роббі Вільямс

### Найкращий рок-виконавець
- Coldplay
- Green Day
- Foo Fighters
- Franz Ferdinand
- U2

### Найкращий альтернативний виконавець
- Бек
- Bloc Party
- Goldfrapp
- System of a Down
- The White Stripes

### Найкращий R&B-виконавець
- Мерая Кері
- Аліша Кіз
- Джон Ледженд
- Маріо[en]
- Ашер

### Найкращий хіп-хоп виконавець
- 50 Cent
- Akon
- Міссі Еліот
- Snoop Dogg
- Каньє Вест

### Free Your Mind[en]
- Боб Гелдоф

## Регіональні номінації
Переможців виділено Жирним.

### Найкращий адріатичний виконавець[en]
- Leeloojamais
- Leut Magnetik
- Массімо[en]
- Siddharta
- Urban&4

### Найкращий африканський виконавець[en]
- 2 face Idibia[en]
- Kaysha[en]
- Kleptomaniax[en]
- 02
- Zamajobe

### Найкращий данський виконавець[en]
- Carpark North[en]
- Mew
- Nephew[en]
- Nik & Jay[en]
- The Raveonettes

### Найкращий голландський-бельгійський виконавець
- Anouk
- Kane[en]
- Габріель Ріос[en]
- Soulwax
- Within Temptation

### Найкращий фінський виконавець[en]
- The 69 Eyes
- Apocalyptica
- HIM
- Nightwish
- The Rasmus

### Найкращий французький виконавець[en]
- Амель Бент
- Kyo
- Рафаель
- Sinik
- Superbus[en]

### Найкращий німецький виконавець[en]
- Beatsteaks
- Fettes Brot[en]
- Rammstein
- Silbermond[en]
- Wir sind Helden

### Найкращий італійський виконавець[en]
- Giorgia
- Negramaro[en]
- Negrita
- Лаура Паузіні
- Франческо Ренга[en]

### Найкращий норвезький виконавець[en]
- Ен Брун
- Томас Дібдал[en]
- Меріон Райвен
- Röyksopp
- Turbonegro[en]

### Найкращий польський виконавець[en]
- Abradab
- Моніка Бродка
- Sidney Polak
- Sistars[en]
- Zakopower

### Найкращий португальський виконавець[en]
- Blasted Mechanism[en]
- Boss AC[en]
- Da Weasel[en]
- The Gift[en]
- Humanos[en]

### Найкращий румунський виконавець[en]
- Akcent
- DJ Project[en]
- Morandi
- Paraziţii
- Voltaj[en]

### Найкращий російський виконавець
- Діма Білан
- ВІА Гра
- Uma2rman
- В'ячеслав Бутусов
- Земфіра

### Найкращий іспанський виконавець[en]
- Amaral[en]
- El Canto del Loco[en]
- El Sueño de Morfeo
- Меленді[en]
- Pereza[en]

### Найкращий шведський виконавець[en]
- The Hellacopters[en]
- Kent
- Moneybrother[en]
- Timbuktu[en]
- Крістіан Вальц[en]

### Найкращий британський-ірландський виконавець
- Джеймс Блант
- Coldplay
- Gorillaz
- Kaiser Chiefs
- Stereophonics

## Виступи
- Мадонна — «Hung Up»
- Coldplay — «Talk[en]»
- The Pussycat Dolls — «Don't Cha[en]»
- Gorillaz — «Feel Good Inc.[en]»
- Akon — «Belly Dancer (Bananza)[en]»
- Green Day — «Holiday[en]»
- Алан Партрідж[en] та Ніколь Шерзінгер — «ABBA Medley»
- Роббі Вільямс — «Tripping[en]»
- The Black Eyed Peas — «My Humps[en]»
- Foo Fighters — «D.O.A.[en]»
- Шакіра — «Don't Bother»
- System of a Down — «B.Y.O.B.»

## Учасники шоу
- Анастейша — оголошення переможця у номінації Найкращий альбом
- Sugababes — оголошення переможця у номінації Найкращий поп-виконавець
- Шон Пол — оголошення переможця у номінації Найкращий хіп-хоп виконавець
- Луїш Фігу та Нуну Гоміш — оголошення переможця у номінації Найкращий рок-виконавець
- Джаред Лето — оголошення переможця у номінації Найкращий альтернативний виконавець
- Крейг Девід — оголошення переможця у номінації Найкращий R&B-виконавець
- Неллі Фуртаду та Shaggy — оголошення переможця у номінації Найкраще відео
- Джон Ледженд — оголошення переможця у номінації Найкраща співачка
- Мадонна — оголошення переможця у номінації Free Your Mind[en]
- t.A.T.u. — оголошення переможця у номінації Найкращий співак
- Гаель Гарсія Берналь та Дієго Луна — оголошення переможця у номінації Найкращий новий виконавець
- Борат та Бріттані Мерфі — оголошення виступу Елісон Голдфрапп
- Елісон Голдфрапп — оголошення переможця у номінації Найкраща пісня
- Борат та Бріттані Мерфі — оголошення виступу Шакіра
- Бріттані Мерфі — оголошення переможця у номінації Найкращий гурт